# Fight Club (film)
Fight Club è un film del 1999 diretto da David Fincher.
Basato sull'omonimo romanzo di Chuck Palahniuk, il film offre una visione altamente critica del consumismo e dell'alienazione dell'uomo moderno, è stato inserito nel 2008 al decimo posto nella lista dei 500 migliori film della storia secondo la testata giornalistica britannica Empire.

## Trama
Il protagonista è un giovane uomo, il cui vero nome non viene mai menzionato esplicitamente, che lavora come consulente nel ramo assicurativo in una delle maggiori case automobilistiche (anche questa non menzionata). Si tratta dello stereotipo del cittadino medio: frustrato dal lavoro, schiavo del consumismo, depresso, insonne, ansioso e stordito dal jet lag. La sua unica forma di felicità e svago è l'arredare il suo appartamento, nel quale vive da solo. L'uomo trova un'apparente cura ai suoi problemi cominciando a frequentare, mentendo sulle sue reali condizioni di salute, gruppi d'ascolto per persone affette da mali incurabili; in questo modo incontra anche Marla Singer, una giovane donna depressa che, come lui, finge di avere gravi malattie per poter frequentare i gruppi. Dato che l'uomo non riesce a essere tranquillo sapendo di avere un'altra bugiarda nei suoi stessi gruppi, le propone di dividersi le frequentazioni a settimane alterne, e i due si scambiano i numeri di telefono.
Durante uno dei suoi viaggi di lavoro, il protagonista conosce Tyler Durden, un eccentrico produttore e venditore di saponette, che abita nella sua stessa città. Quello stesso giorno, tornato dal lavoro, il protagonista scopre che la propria abitazione, insieme a tutti i suoi preziosi mobili, è andata distrutta in un'esplosione causata da una perdita di gas. Disperato e affidandosi al caso, telefona a Tyler e decide di incontrarlo nuovamente. Dopo aver passato la serata in un locale, decidono di picchiarsi per sfogare le proprie frustrazioni, e in seguito Tyler lo ospita nella propria fatiscente abitazione. Tra i due nascerà un affiatato quanto bizzarro rapporto, nel quale il protagonista si farà sempre trasportare di più dalla filosofia anarchica e libera da qualunque vincolo di Tyler, lasciando il lavoro e i gruppi, rubando grasso umano prelevato da delle liposuzioni dai cassonetti degli ospedali, picchiandosi abitualmente con lui e, perfino, bruciando il dorso della mano con delle sostanze chimiche, gesto che gli lascerà lo stesso segno che ha Tyler. Quest'ultimo, nel frattempo, sviluppa una controversa relazione erotica con Marla, provocando al protagonista forte gelosia sia nei confronti di Tyler, che ormai passa ore in camera con la donna, che, in qualche modo, anche di Marla stessa.
Nelle settimane successive, dopo che le loro risse quotidiane hanno attirato diversi interessati, il protagonista viene coinvolto da Tyler nella creazione del Fight Club, un circolo segreto i cui appartenenti prendono parte a violenti combattimenti tra loro, in uno scantinato di un bar. Nonostante la prima regola del Fight Club sia "Non si parla del Fight Club", il numero di partecipanti ogni sera aumenta sempre di più: sono tutti dipendenti salariati o colletti blu insoddisfatti della loro condizione di vita. Tra di loro c'è anche Bob, un ex bodybuilder appena guarito da un tumore ai testicoli che il protagonista aveva conosciuto in uno dei gruppi di sostegno. I membri, inoltre, iniziano a venerare fanaticamente Tyler. 
In breve tempo, quello che era un circolo di combattimenti clandestini si trasforma in un ritrovo per uomini alienati e insoddisfatti, pronti a combattere fino alla morte pur di rovesciare ciò che considerano il loro nemico giurato: la società in cui vivono, che trova la sua massima espressione nello stile di vita statunitense. Tale indirizzo culmina nella creazione di un gruppo sovversivo e nel concepimento del Progetto Mayhem di stampo eco-terrorista e anarco-primitivista, che vede nel suo capo, ideatore e quasi profeta idolatrato proprio Tyler, con sgomento del protagonista. Il gruppo compie diversi atti di vandalismo, fino a che non arrivano ad appiccare un incendio a un palazzo e a minacciare un commissario di polizia che seguiva le indagini relative agli attentati del club. Tuttavia il protagonista è sempre all'oscuro dei dettagli del progetto, cosa che lo porta, mentre i due sono in macchina, a discutere con Tyler. Tyler, per cercare di convincerlo a lasciarsi andare, gli confessa che era stato lui a innescare l'esplosione che ha distrutto il suo appartamento, e poi si schianta con la macchina contro un altro veicolo parcheggiato. La mattina dopo Tyler scompare e la casa diviene il quartier generale del progetto Mayhem. In una delle incursioni del gruppo, Bob rimane ucciso da un poliziotto e diventa un martire dell'organizzazione.
Il protagonista, sconvolto, parte alla ricerca di Tyler e di una risposta quantomeno plausibile a quanto stia accadendo e quale sia il passo successivo del piano Mayhem. In ogni città in cui arriva, continua ad avere una fortissima impressione di déjà vu e non riesce a trovare nessuno disposto ad aiutarlo. In ogni città in cui va, però, scopre che Tyler è riuscito a creare diverse filiali del Fight Club, cosa che rende il gruppo terrorista ormai un fenomeno di dimensione nazionale. Neanche però con le diverse persone divenute membri del Fight Club e del Progetto Mayhem che incontra riesce a ottenere di capire dove si trova Tyler, anche se tutti lo conoscono e lo rispettano, chiamandolo "Signore". Quando uno degli adepti lo chiama "Signor Durden" e gli spiega che era già stato in quel locale la settimana prima, il protagonista capisce che tutti credono che egli sia Tyler. Quella notte il protagonista, in preda alla confusione, chiama Marla e le chiede se hanno mai fatto sesso, e lei gli risponde che lo hanno fatto più di una volta e che non ne può più del suo strano comportamento bipolare e incostante. Anche lei lo chiama Tyler. Improvvisamente, Tyler si materializza nella camera d'albergo in cui il protagonista alloggia e gli rivela che "Tyler Durden" è solo un'invenzione del protagonista. Avendo da mesi forti problemi di insonnia, il giovane aveva iniziato a produrre sapone e svolgere diversi altri lavori per passare il tempo, fino a prendere in affitto la casa fatiscente e diroccata per farne il suo laboratorio. Le sue frustrazioni e la depressione lo avevano poi portato a elaborare le proprie idee contro la società. Nella sua follia, egli ha sviluppato una doppia personalità: Tyler Durden non è altro che il suo alter ego, l'incarnazione di tutto ciò che è sempre voluto essere, e tutto ciò che Tyler aveva fatto e detto fino a quel momento, in realtà lo aveva fatto lui. Lui era Tyler Durden.
Tornato alla casa, ormai vuota, scopre finalmente i dettagli dell'operazione e che verranno attuati quella notte. Spaventato dalle conseguenze estreme dall'attuazione del Progetto Mayhem, il protagonista denuncia alla polizia di essere il capo dei numerosi circoli legati alle lotte clandestine e di avere intenzione di far esplodere i più importanti istituti di credito della città, al fine di ristabilire la parità di debito tra le persone e di creare caos. Non appena il detective Stern, che lo stava interrogando, esce dalla sala degli interrogatori, alcuni poliziotti si rivelano anch'essi membri del Progetto Mayhem e catturano il protagonista, con l'intento di recidergli i genitali: lui stesso ordinò, mentre impersonava Tyler, che se per caso un membro, anche lo stesso capo, li avesse traditi, quella sarebbe stata la punizione. In seguito a una distrazione, però, il protagonista si libera e prende una pistola e si dirige verso l'istituto centrale, dove riesce a disinnescare la prima bomba. 
Lì ritrova Tyler, furioso per la sua intromissione. Dopo una colluttazione con il suo alter ego, il protagonista si spara in bocca per stroncare la vita di entrambi: Tyler muore, ma per il protagonista la ferita non è mortale. Raggiunto da Marla e da alcuni membri del Fight Club che l'avevano trascinata nel palazzo in quanto testimone scomoda, il protagonista chiede agli altri delle bende per la sua ferita e di aspettarlo di sotto, mentre assiste assieme alla donna al crollo degli istituti di credito e del palazzo della T.R.W. in cui erano state piazzate le bombe, prendendole la mano e rassicurandola che, da quel momento in poi, sarebbe andato tutto bene. Da lì si intuisce che, alla fine, la personalità di "Tyler" ha comunque avuto la meglio, e che il Progetto Mayhem ha avuto inizio.

## Messaggi subliminali
Nel film, Tyler Durden, oltre a produrre e vendere sapone e fare il cameriere, svolge il lavoro di proiezionista e, nello svolgere tale attività, include singoli fotogrammi pornografici subliminali nelle proiezioni per famiglie e bambini, percepibili, ma non visibili. Nel corso del film, prima dell'incontro dei due personaggi principali, sono presenti 4 fotogrammi che inseriscono estemporaneamente la sagoma di Tyler Durden nella scena; inoltre, nel finale, è inserito un fotogramma che ritrae un pene.
Quando Tyler impegnato in un discorso al Fight Club, dichiara "we've all been raised on television to believe that one day we'd all be millionaires and rock stars. But we won't", nel citare le rock-star guarda direttamente Jared Leto che solo l'anno prima aveva fondato la band Thirty Seconds to Mars.

## Colonna sonora
La colonna sonora del film è stata quasi interamente prodotta e interpretata dal gruppo musicale dei Dust Brothers. Le tracce della colonna sonora sono state racchiuse nell'album Fight Club: Original Motion Picture Score, messo in commercio a partire dal 28 settembre del 1999.
Il brano che fa da sottofondo all'ultima scena del film e ai titoli di coda è invece Where Is My Mind?, celebre pezzo dei Pixies.

### Tracce
1. Who Is Tyler Durden? - Dust Brothers
2. Homework - Dust Brothers
3. What Is Fight Club? - Dust Brothers
4. Single Serving Jack - Dust Brothers
5. Corporate World - Dust Brothers
6. Psycho Boy Jack - Dust Brothers
7. Hessel, Raymond K. - Dust Brothers
8. Medulla Oblongata - Dust Brothers
9. Jack's Smirking Revenge - Dust Brothers
10. Stealing Fat - Dust Brothers
11. Chemical Burn - Dust Brothers
12. Marla - Dust Brothers
13. Commissioner Castration - Dust Brothers
14. Space Monkeys - Dust Brothers
15. Finding the Bomb - Dust Brothers
16. Where Is My Mind? - Pixies

## Distribuzione

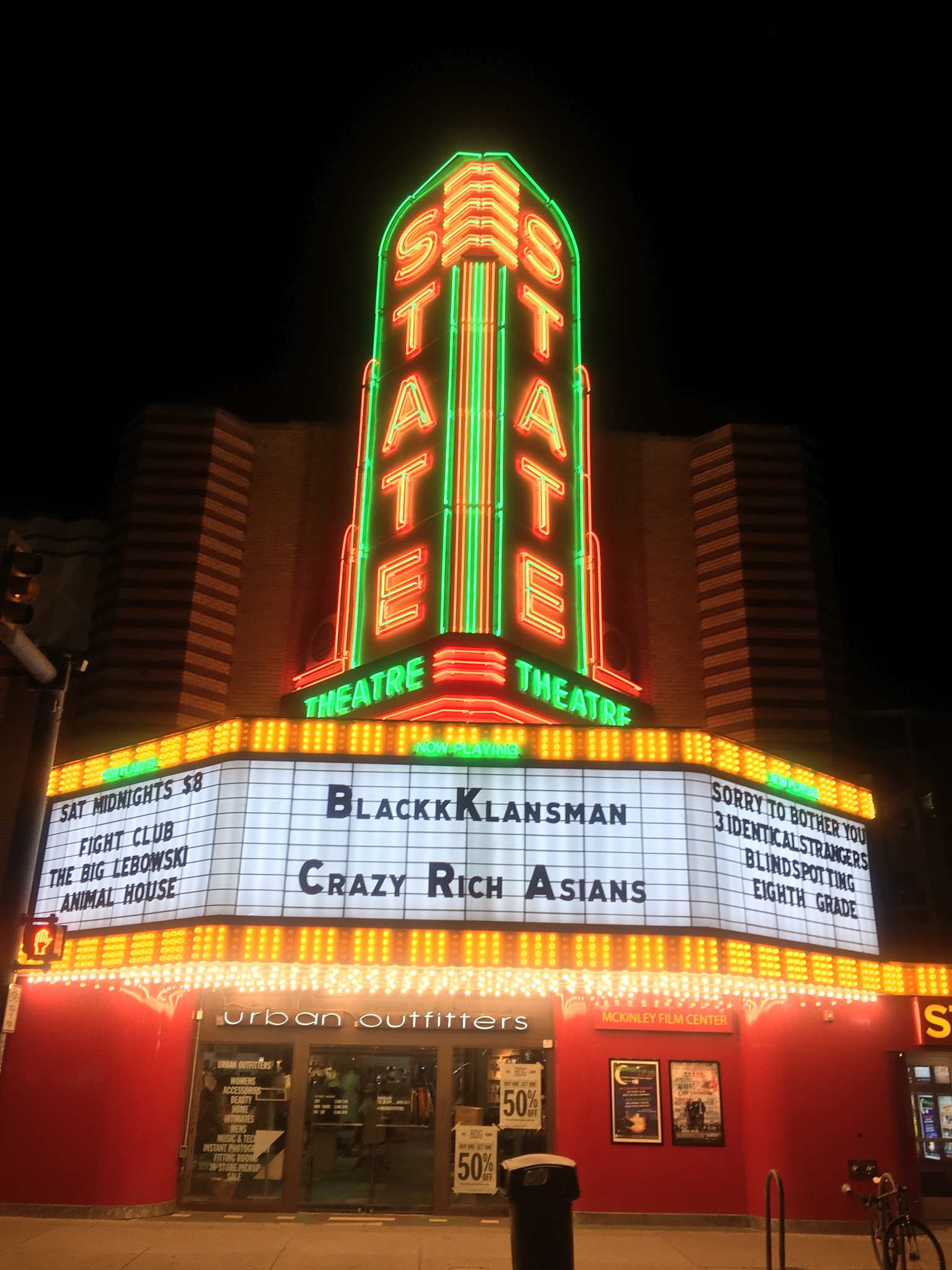
Fight Club, a sinistra, in una redistribuzione americana del 13 agosto 2018

Il film è uscito nelle sale cinematografiche statunitensi il 15 ottobre 1999, mentre in Italia il 29 ottobre dello stesso anno.

### Edizione italiana
Il doppiaggio italiano e la sonorizzazione sono stati eseguiti dalla Sefit-CDC. La direzione del doppiaggio è di Marco Mete e i dialoghi sono a cura di Francesco Vairano.

## Accoglienza

### Incassi
Il film, costato 63 milioni di dollari, incassò 100 milioni, ma, grazie al mercato home video, ottenne un grande successo.

### Critica
Il film ha ottenuto recensioni piuttosto contrastanti da parte della critica. In particolar modo è stata criticata la violenza presente nel film mentre è stato invece lodato il montaggio. Ha riscosso anche un crescente e sotterraneo successo in home video, fino a diventare un cult movie tra gli appassionati. Nella versione DVD, dopo il copyright, compare un veloce avviso: 
(Tyler)

## Riconoscimenti
- 2000 - Premio Oscar
  - Candidatura al miglior montaggio sonoro a Ren Klyce e Richard Hymns
- 1999 - Las Vegas Film Critics Society Award
  - Candidatura al miglior montaggio a James Haygood
- 2000 - MTV Movie Award
  - Candidatura al miglior combattimento a Edward Norton (contro se stesso)
- 2000 - BRIT Award
  - Candidatura alla miglior colonna sonora
- 2000 - Online Film Critics Society Award
  - Candidatura al miglior film
  - Candidatura al miglior regista a David Fincher
  - Candidatura al miglior attore a Edward Norton
  - Candidatura alla miglior sceneggiatura non originale a Jim Uhls
  - Candidatura al miglior montaggio a James Haygood
- 2000 - Costume Designers Guild Award
  - Migliori costumi in un film contemporaneo a Michael Kaplan

## Influenza culturale
- Dopo l'uscita di Fight Club, diversi fight club sono stati aperti negli Stati Uniti. Un "Gentleman's Fight Club" è stato aperto a Menlo Park, in California, nel 2000 e aveva membri per lo più provenienti dal settore tecnologico. Anche adolescenti e preadolescenti in Texas, New Jersey, stato di Washington e Alaska hanno avviato fight club e pubblicato video dei loro combattimenti online, portando le autorità a sciogliere i club. Nel 2006, un partecipante proveniente da una scuola superiore locale è stato ferito in un fight club ad Arlington, in Texas, e le vendite di DVD del combattimento hanno portato all'arresto di sei adolescenti. Un fight club non autorizzato è stato aperto anche alla Princeton University, dove gli incontri si sono tenuti nel campus. Si sospetta che il film abbia influenzato Luke Helder, uno studente universitario che nel 2002 aveva piazzato delle bombe nelle cassette della posta. L'obiettivo di Helder era quello di creare un motivo sorridente sulla mappa degli Stati Uniti, simile alla scena di Fight Club in cui un edificio viene vandalizzato per avere uno smiley all'esterno. Il 16 luglio 2009, un diciassettenne che aveva fondato il suo fight club a Manhattan è stato accusato di aver fatto esplodere una bomba artigianale fuori da una caffetteria Starbucks nell'Upper East Side. Il dipartimento di polizia di New York City ha riferito che il sospettato stava cercando di emulare il "Progetto Mayhem".
- Il gruppo svedese di musica elettronica Slagsmålsklubben prende il nome direttamente dal film (e romanzo), in quanto è la traduzione in svedese del titolo. Nel loro singolo del 2004, Hit Me Hard, inoltre, sono presenti le voci campionate di Edward Norton e Brad Pitt dalla scena del parcheggio.
- Il singolo Fight Rap del rapper italiano Mondo Marcio è una sorta di parodia del film.
- Il video musicale del brano Paranoia dei Plastico è ispirato al film.
- Il rapper italiano Raige ha pubblicato nel suo disco Tora-Ki la canzone Fight Club come bonus track. Successivamente, lo stesso rapper ha pubblicato Fight Club 2.0 in collaborazione con i OneMic, suo gruppo d'appartenenza, nell'album Quella sporca dozzina. Le due canzoni sono un omaggio al film.
- Nel singolo Kevin Spacey del rapper italiano Caparezza viene citato il film, svelandone il finale ("In Fight Club Edward Norton ha le turbe / non esiste nessun Tyler Durden")
- La canzone Marla del rapper italiano Salmo, contenuta nell'album Flop, è fortemente ispirata al personaggio di Helena Bonham Carter.
- Nel singolo Bound 2 di Kanye West viene citato il film ("Start a Fight Club, Brad reputation")
- Nella canzone Anthem di Salmo e Noyz Narcos, dell'album CVLT viene citato il film ("Saresti Brad Pitt che fa a pugni co' Ed Norton")
- Nella serie TV Better Call Saul, il protagonista Saul Goodman, notando le ferite riportate da Mike Ehrmantraut, gli domanda cosa gli sia successo e, di fronte al suo silenzio, replica: "Ho capito, prima regola del Fight Club, giusto?"